# Rússia 6–1 Camarões (Copa do Mundo de 1994)
A partida entre Rússia e Camarões foi realizada em 28 de junho de 1994, e foi válida pela última rodada do Grupo B da Copa do Mundo FIFA de 1994.

## Cenário Pré-Jogo
O jogo foi realizado simultaneamente com Brasil x Suécia, pela última rodada da Grupo B. Com duas derrotas, a Rússia precisava de uma vitória com muitos gols sobre Camarões para, ao menos, garantir uma vaga nas oitavas de final como um dos quatro melhores 3ºs colocados. Camarões, que empatara com a Suécia por 2 a 2 e ter perdido por 3 a 0 frente ao Brasil (classificado para as oitavas de final com uma rodada de antecedência), também mantinha chances de fechar em 2º ou em 3º no melhor índice técnico.
Para o jogo, houve mudanças na escalação das equipes: na Rússia, Dmitriy Kharin, Sergey Gorlukovich e Dmitriy Khlestov foram sacados da equipe titular, e foram substituídos por Stanislav Cherchesov, Yuri Nikiforov (no lugar de Gorlukovich; havia jogado contra a Suécia e contra o Brasil) e Omari Tetradze. Em Camarões, o técnico francês Henri Michel, decepcionado com as atuações de Joseph-Antoine Bell, decide barrar o veterano de 39 anos e promover o terceiro goleiro Jacques Songo'o como novo titular, em vez do já consagrado Thomas N'Kono.
| Classificação do Grupo B                            | Classificação do Grupo B | Classificação do Grupo B | Classificação do Grupo B | Classificação do Grupo B | Classificação do Grupo B | Classificação do Grupo B | Classificação do Grupo B | Classificação do Grupo B | Classificação do Grupo B |
| Pos                                                 | Seleção                  | Pts                      | J                        | V                        | E                        | D                        | GP                       | GC                       | SG                       |
| --------------------------------------------------- | ------------------------ | ------------------------ | ------------------------ | ------------------------ | ------------------------ | ------------------------ | ------------------------ | ------------------------ | ------------------------ |
| 1                                                   | Brasil                   | 6                        | 2                        | 2                        | 0                        | 0                        | 5                        | 0                        | +5                       |
| 2                                                   | Suécia                   | 4                        | 2                        | 2                        | 0                        | 1                        | 5                        | 3                        | +2                       |
| 3                                                   | Camarões                 | 1                        | 2                        | 0                        | 1                        | 1                        | 2                        | 5                        | -3                       |
| 4                                                   | Rússia                   | 0                        | 2                        | 0                        | 0                        | 2                        | 1                        | 5                        | -4                       |
| *Notas: 3 pontos para o vencedor e 1 para o empate. |                          |                          |                          |                          |                          |                          |                          |                          |                          |

| Resultados do Grupo B | Resultados do Grupo B | Resultados do Grupo B | Resultados do Grupo B |
| --------------------- | --------------------- | --------------------- | --------------------- |
| 19 de junho           | Camarões              | 2 – 2                 | Suécia                |
| 20 de junho           | Brasil                | 2 – 0                 | Rússia                |
| 24 de junho           | Brasil                | 3 – 0                 | Camarões              |
| 24 de junho           | Suécia                | 3 – 1                 | Rússia                |

|  |                                        |
|  | Classificados para as Oitavas de Final |

## O jogo
Até os 15 minutos do 1º tempo, o jogo ainda encontrava-se com o placar em branco, quando o atacante Oleg Salenko, então jogador do Logroñés, marcou seu primeiro gol pela Seleção Russa, aproveitando uma bobeada da zaga de Camarões.
A Rússia, que já dominava as ações do jogo, marcou o segundo gol aos 41, novamente com Salenko, que tocou para o gol vazio. Ele marcaria o terceiro gol 3 minutos depois, cobrando pênalti - Victor Ndip havia derrubado Ilya Tsymbalar.
Roger Milla, que havia entrado no lugar de Louis-Paul Mfédé aos 46 minutos, marcou seu único gol na Copa, depois de roubar a bola de Khlestov e tocar no canto de Cherchesov. Com este gol, Milla, que havia atualizado o recorde de jogador mais velho a entrar em campo (superado pelo goleiro colombiano Mondragón na Copa de 2014), tornava-se o atleta mais velho a marcar um gol na competição com 42 anos, 1 mês e 8 dias (recorde mantido até hoje). Continua a ser o jogador de linha e o jogador com mais de um jogo mais velho.
Porém, no 2º tempo, a Rússia voltaria a mandar no jogo. O quarto gol, porém, demorou a sair: aos 27 minutos, Salenko, aproveitando mais um passe, chutou forte para o gol de Songo'o. 3 minutos depois, depois de receber uma bola de Radchenko, o atacante do Logroñés tocou por cima do goleiro camaronês, fazendo 5 a 1.
Radchenko marcaria ainda seu gol, aos 36 minutos, chutando rasteiro. A bola acertou a perna direita de Songo'o antes de entrar. Com a goleada de 6 a 1, a Rússia terminou em 3º no Grupo B com 3 pontos e classificado provisoriamente em 3º para as oitavas de final entre os quatro melhores terceiros colocados, já que naquele 28/06 e 3 horas e meia antes, a Itália empatou em 1 a 1 com o México no Grupo E e terminou com 4 pontos e momentaneamente em 2º entre os melhores terceiros colocados com os quatro grupos finalizados a terceira e última rodada até então, mas os últimos resultados dos dois últimos grupos restantes não favoreceram os russos e a última esperança deles era uma simples vitória da Argentina contra a Bulgária para ficar com a última vaga. Infelizmente a Alviceleste perdeu para os Leões por 2 a 0, porém os argentinos terminaram em 3º no Grupo D com 6 pontos, sendo o melhor terceiro colocado da Copa e resultando na perda da última vaga do selecionado russo e indo para a Squadra Azzurra. Restou para os russos o consolo do atacante Salenko de ser o recordista da competição marcando 5 gols numa partida e a artilharia da Copa com 6 gols ao lado do búlgaro Stoichkov.
Camarões, que também amargou a eliminação na primeira fase com 1 ponto, viu a geração dos anos 80, liderada por Milla, encerrar uma trajetória que iniciou na Copa de 1982: Bell (39 anos), N'Kono (38 anos), Tataw (31 anos), André Kana-Biyik (28 anos), Émile Mbouh (28 anos), M'Fédé (32 anos), Thomas Libiih (27 anos), Ndip (26 anos), Samuel Ekeme (27 anos), Paul Loga (24 anos), além do próprio Milla (42 anos). Outros jogadores, como Rigobert Song (17 anos), Raymond Kalla (19 anos), Alphonse Tchami (24 anos), Georges Mouyémé (23 anos), David Embé (20 anos) e Marc-Vivien Foé (19 anos), disputaram a competição como aprendizado para as Copas de 1998 (Kalla, Song, Mouyémé e Tchami foram convocados, ao contrário de Embé e Foé, que estava lesionado) e 2002 (os 3 primeiros atletas, além de Foé, que veio a falecer em 2003).

### Detalhes
| 28 de junho de 1994 | Rússia                                                        | 6 – 1     | Camarões  | Stanford Stadium, Stanford               |
| 16:00 (UTC-7)       | Salenko 15', 41', 44' (pen), 72', 75' · Dmitriy Radchenko 81' | Relatório | Milla 46' | Público: 74,914 Árbitro: Jamal Al-Sharif |

| Rússia | Camarões |

| GK            | 1  | Stanislav Cherchesov (Dynamo Dresden)      |
| LD            | 5  | Yuri Nikiforov (Spartak Moscow) 90'        |
| Z             | 18 | Viktor Onopko (Spartak Moscow)             |
| Z             | 12 | Omari Tetradze (Dinamo Moscow)             |
| Z             | 21 | Dmitriy Khlestov (Spartak Moscow) 87'      |
| LE            | 6  | Vladislav Ternavskiy (Spartak Moscow)      |
| MC            | 14 | Igor Korneyev (Espanyol) 64'               |
| MC            | 17 | Ilya Tsymbalar (Spartak Moscow)            |
| MC            | 10 | Valeriy Karpin (Spartak Moscow) 57'        |
| AT            | 20 | Igor Ledyakhov (Spartak Moscow) 77'        |
| AT            | 9  | Oleg Salenko (Logroñés)                    |
| Substitutos:  |    |                                            |
| GK            | 16 | Dmitriy Kharin (Chelsea)                   |
| DC            | 2  | Dmitriy Kuznetsov (Espanyol)               |
| DC            | 3  | Sergey Gorlukovich (Bayer Uerdingen)       |
| DC            | 4  | Dmitriy Galyamin (Espanyol)                |
| MC            | 7  | Andrey Pyatnitskiy (Spartak Moscow)        |
| MC            | 8  | Dmitriy Popov (Racing Santander)           |
| AT            | 11 | Vladimir Beschastnykh (Spartak Moscow) 77' |
| MC            | 13 | Aleksandr Borodyuk (S.C. Freiburg)         |
| AT            | 15 | Dmitriy Radchenko (Racing Santander) 64'   |
| MC            | 19 | Aleksandr Mostovoy (Caen)                  |
| AT            | 22 | Sergey Yuran (Benfica)                     |
| Técnico:      |    |                                            |
| Pavel Sadyrin |    |                                            |

| GK           | 22 | Jacques Songo'o (Metz) 87'           |
| LD           | 15 | Hans Agbo (Olympic Mvolyé)           |
| Z            | 13 | Raymond Kalla (Canon Yaoundé)        |
| Z            | 5  | Victor Ndip (Olympic Mvolyé)         |
| LE           | 14 | Stephen Tataw (Olympic Mvolyé)       |
| MC           | 10 | Louis-Paul Mfédé (Canon Yaoundé) 46' |
| MC           | 6  | Thomas Libiih (Ohod Medina)          |
| MF           | 17 | Marc-Vivien Foé (Canon Yaoundé)      |
| MC           | 2  | André Kana-Biyik (Le Havre) 12'      |
| FW           | 7  | François Omam-Biyik (Lens)           |
| FW           | 19 | David Embé (Belenenses) 48'          |
| Substitutos: |    |                                      |
| GK           | 1  | Joseph-Antoine Bell (Saint-Étienne)  |
| GK           | 21 | Thomas N'Kono (L'Hospitalet)         |
| Z            | 3  | Rigobert Song (Tonnerre Yaoundé)     |
| Z            | 4  | Samuel Ekeme (Canon Yaoundé)         |
| MC           | 8  | Émile Mbouh (Nadi Qatar)             |
| AT           | 9  | Roger Milla (Tonnerre Yaoundé) 46'   |
| AT           | 11 | Emmanuel Maboang (Rio Ave)           |
| MF           | 12 | Paul Loga (Prevoyance Yaounde)       |
| AT           | 16 | Alphonse Tchami (Odense BK) 48'      |
| MC           | 18 | Jean-Pierre Fiala (Canon Yaoundé)    |
| FW           | 20 | Georges Mouyémé (Troyes)             |
| Técnico:     |    |                                      |
| Henri Michel |    |                                      |

### Cenário Pós-Jogo
O cenário pós-jogo apontou Brasil e Suécia como as equipes classificadas deste grupo.
| Classificação Final do Grupo B                      | Classificação Final do Grupo B | Classificação Final do Grupo B | Classificação Final do Grupo B | Classificação Final do Grupo B | Classificação Final do Grupo B | Classificação Final do Grupo B | Classificação Final do Grupo B | Classificação Final do Grupo B | Classificação Final do Grupo B |
| Pos                                                 | Seleção                        | Pts                            | J                              | V                              | E                              | D                              | GP                             | GC                             | SG                             |
| --------------------------------------------------- | ------------------------------ | ------------------------------ | ------------------------------ | ------------------------------ | ------------------------------ | ------------------------------ | ------------------------------ | ------------------------------ | ------------------------------ |
| 1                                                   | Brasil                         | 7                              | 3                              | 2                              | 1                              | 0                              | 6                              | 1                              | +5                             |
| 2                                                   | Suécia                         | 5                              | 3                              | 1                              | 2                              | 1                              | 6                              | 4                              | +2                             |
| 3                                                   | Rússia                         | 3                              | 3                              | 1                              | 0                              | 2                              | 7                              | 6                              | +1                             |
| 4                                                   | Camarões                       | 1                              | 3                              | 0                              | 1                              | 2                              | 3                              | 11                             | -8                             |
| *Notas: 3 pontos para o vencedor e 1 para o empate. |                                |                                |                                |                                |                                |                                |                                |                                |                                |

| Resultados do Grupo B | Resultados do Grupo B | Resultados do Grupo B | Resultados do Grupo B |
| --------------------- | --------------------- | --------------------- | --------------------- |
| 19 de junho           | Camarões              | 2 – 2                 | Suécia                |
| 20 de junho           | Brasil                | 2 – 0                 | Rússia                |
| 24 de junho           | Brasil                | 3 – 0                 | Camarões              |
| 24 de junho           | Suécia                | 3 – 1                 | Rússia                |
| 28 de junho           | Rússia                | 6 – 1                 | Camarões              |
| 28 de junho           | Brasil                | 1 – 1                 | Suécia                |

|  |                                        |
|  | Classificadas para as Oitavas de Final |
|  | Eliminadas na 1ª Fase                  |

## Terceiros Colocados de cada Grupo
| Grupo A | Grupo A        | Grupo A | Grupo A | Grupo A | Grupo A | Grupo A | Grupo A | Grupo A | Grupo A |
| Pos     | Seleção        | Pts     | J       | V       | E       | D       | GP      | GC      | SG      |
| ------- | -------------- | ------- | ------- | ------- | ------- | ------- | ------- | ------- | ------- |
| 1       | Romênia        | 6       | 3       | 2       | 0       | 1       | 5       | 5       | 0       |
| 2       | Suíça          | 4       | 3       | 1       | 1       | 1       | 5       | 4       | +1      |
| 3       | Estados Unidos | 4       | 3       | 1       | 1       | 1       | 3       | 3       | 0       |
| 4       | Colômbia       | 3       | 3       | 1       | 0       | 2       | 4       | 5       | -1      |

|  |          |
|  | 3º lugar |

| Grupo B | Grupo B  | Grupo B | Grupo B | Grupo B | Grupo B | Grupo B | Grupo B | Grupo B | Grupo B |
| Pos     | Seleção  | Pts     | J       | V       | E       | D       | GP      | GC      | SG      |
| ------- | -------- | ------- | ------- | ------- | ------- | ------- | ------- | ------- | ------- |
| 1       | Brasil   | 7       | 3       | 2       | 1       | 0       | 6       | 1       | +5      |
| 2       | Suécia   | 5       | 3       | 1       | 2       | 1       | 6       | 4       | +2      |
| 3       | Rússia   | 3       | 3       | 1       | 0       | 2       | 7       | 6       | +1      |
| 4       | Camarões | 1       | 2       | 0       | 1       | 2       | 3       | 11      | -8      |

|  |          |
|  | 3º lugar |

| Grupo C | Grupo C       | Grupo C | Grupo C | Grupo C | Grupo C | Grupo C | Grupo C | Grupo C | Grupo C |
| Pos     | Seleção       | Pts     | J       | V       | E       | D       | GP      | GC      | SG      |
| ------- | ------------- | ------- | ------- | ------- | ------- | ------- | ------- | ------- | ------- |
| 1       | Alemanha      | 7       | 3       | 2       | 1       | 0       | 5       | 3       | +2      |
| 2       | Espanha       | 5       | 3       | 1       | 2       | 0       | 6       | 4       | +2      |
| 3       | Coreia do Sul | 2       | 3       | 0       | 2       | 1       | 4       | 5       | -1      |
| 4       | Bolívia       | 1       | 3       | 0       | 1       | 2       | 1       | 4       | -3      |

|  |          |
|  | 3º lugar |

| Grupo D | Grupo D   | Grupo D | Grupo D | Grupo D | Grupo D | Grupo D | Grupo D | Grupo D | Grupo D |
| Pos     | Seleção   | Pts     | J       | V       | E       | D       | GP      | GC      | SG      |
| ------- | --------- | ------- | ------- | ------- | ------- | ------- | ------- | ------- | ------- |
| 1       | Nigéria   | 6       | 3       | 2       | 0       | 1       | 6       | 2       | +4      |
| 2       | Bulgária  | 6       | 3       | 2       | 0       | 1       | 6       | 3       | +3      |
| 3       | Argentina | 6       | 3       | 2       | 0       | 1       | 6       | 3       | +3      |
| 4       | Grécia    | 0       | 3       | 0       | 0       | 3       | 0       | 10      | -10     |

|  |          |
|  | 3º lugar |

| Grupo E | Grupo E | Grupo E | Grupo E | Grupo E | Grupo E | Grupo E | Grupo E | Grupo E | Grupo E |
| Pos     | Seleção | Pts     | J       | V       | E       | D       | GP      | GC      | SG      |
| ------- | ------- | ------- | ------- | ------- | ------- | ------- | ------- | ------- | ------- |
| 1       | México  | 4       | 3       | 1       | 1       | 1       | 3       | 3       | 0       |
| 2       | Irlanda | 4       | 3       | 1       | 1       | 1       | 2       | 2       | 0       |
| 3       | Itália  | 4       | 3       | 1       | 1       | 1       | 2       | 2       | 0       |
| 4       | Noruega | 4       | 3       | 1       | 1       | 1       | 1       | 1       | 0       |

|  |          |
|  | 3º lugar |

| Grupo F | Grupo F        | Grupo F | Grupo F | Grupo F | Grupo F | Grupo F | Grupo F | Grupo F | Grupo F |
| Pos     | Seleção        | Pts     | J       | V       | E       | D       | GP      | GC      | SG      |
| ------- | -------------- | ------- | ------- | ------- | ------- | ------- | ------- | ------- | ------- |
| 1       | Países Baixos  | 6       | 3       | 2       | 0       | 1       | 4       | 3       | +1      |
| 2       | Arábia Saudita | 6       | 3       | 2       | 0       | 1       | 4       | 3       | +1      |
| 3       | Bélgica        | 6       | 3       | 2       | 0       | 1       | 2       | 1       | +1      |
| 4       | Marrocos       | 0       | 3       | 0       | 0       | 3       | 2       | 5       | -3      |

|  |          |
|  | 3º lugar |

## Terceiros Colocados Classificados
|  | Equipes classificadas para a fase final |
|  | Equipes eliminadas                      |

| Pos. | Seleção        | Pts | J | V | E | D | GP | GC | SG |
| ---- | -------------- | --- | - | - | - | - | -- | -- | -- |
| 1    | Argentina1     | 6   | 3 | 2 | 0 | 1 | 6  | 3  | +3 |
| 2    | Bélgica2       | 6   | 3 | 2 | 0 | 1 | 2  | 1  | +1 |
| 3    | Estados Unidos | 4   | 3 | 1 | 1 | 1 | 3  | 3  | 0  |
| 4    | Itália3        | 4   | 3 | 1 | 1 | 1 | 2  | 2  | 0  |
| 5    | Rússia         | 3   | 3 | 1 | 0 | 2 | 7  | 6  | +1 |
| 6    | Coreia do Sul  | 2   | 3 | 0 | 2 | 1 | 4  | 5  | –1 |

| Resultados da Última Rodada das Seleções que Terminaram em 3º lugar | Resultados da Última Rodada das Seleções que Terminaram em 3º lugar | Resultados da Última Rodada das Seleções que Terminaram em 3º lugar | Resultados da Última Rodada das Seleções que Terminaram em 3º lugar | Resultados da Última Rodada das Seleções que Terminaram em 3º lugar |
| Data                                                                | Gr.                                                                 | Seleção                                                             | Total                                                               | Seleção                                                             |
| ------------------------------------------------------------------- | ------------------------------------------------------------------- | ------------------------------------------------------------------- | ------------------------------------------------------------------- | ------------------------------------------------------------------- |
| 26 de junho                                                         | A                                                                   | Estados Unidos                                                      | 0 – 1                                                               | Romênia                                                             |
| 27 de junho                                                         | C                                                                   | Alemanha                                                            | 3 – 2                                                               | Coreia do Sul                                                       |
| 28 de junho                                                         | E                                                                   | Itália                                                              | 1 – 1                                                               | México                                                              |
| 28 de junho                                                         | B                                                                   | Rússia                                                              | 6 – 1                                                               | Camarões                                                            |
| 29 de junho                                                         | F                                                                   | Bélgica                                                             | 0 – 1                                                               | Arábia Saudita                                                      |
| 30 de junho                                                         | D                                                                   | Argentina                                                           | 0 – 2                                                               | Bulgária                                                            |

↑1 Nigéria, Bulgária e Argentina terminaram a primeira fase com 6 pontos no Grupo D. Nos critérios de desempate, a Nigéria é primeira no Grupo D pelo Saldo de Gols que é +4 e a Bulgária é segunda no confronto direto contra a Argentina (no último jogo, os búlgaros venceram os argentinos por 2 a 0), já que ambas empataram no saldo de gols e gols marcados. Argentina termina em terceiro no seu grupo e a melhor seleção dos terceiros colocados.
↑2 Países Baixos, Arábia Saudita e Bélgica terminaram a primeira fase com 6 pontos no Grupo F. Tanto os holandeses quanto os árabes empatam em todos os critérios, mas os Países Baixos é primeiro no Grupo F no confronto direto contra a Arábia Saudita (no primeiro jogo, os holandeses venceram os árabes por 2 a 1). Arábia Saudita fecha em segundo no seu grupo e a Bélgica em terceiro (a segunda melhor campanha dos terceiros colocados).
↑3 México, Irlanda, Itália e Noruega terminaram a primeira fase com 4 pontos no Grupo E. No desempate, o México é primeiro no Grupo E pelos Gols Pró que é 3, Irlanda e Itália empatam no saldo de gols (0) e gols marcados (2), porém a Irlanda é segunda no confronto direto (no primeiro jogo, os irlandeses venceram os italianos por 1 a 0). A Itália fica com a quarta e última vaga dos terceiros colocados diante da Noruega (nos Gols Pró, os italianos marcaram dois gols e os noruegueses apenas um).